# Kid Icarus
Kid Icarus (光神話 パルテナの鏡?, Hikari Shinwa: Parutena no Kagami, lett. "Mito della Luce: Lo specchio di Palutena") è un videogioco a piattaforme sviluppato da Nintendo R&D1 e pubblicato da Nintendo per il Famicom Disk System nel 1986 e per Nintendo Entertainment System nel 1987.
La trama di Kid Icarus ruota attorno alla ricerca del protagonista Pit di tre tesori sacri, che deve utilizzare per salvare Angel Land e la sua sovrana, la dea Palutena. Il giocatore guida quindi Pit attraverso i vari livelli mentre combatte mostri e raccoglie oggetti, sconfiggendi i boss che custodiscono i tre tesori.
Nonostante la sua accoglienza critica mista, Kid Icarus è divenuto un classico del genere. I revisori hanno elogiato il gioco per la sua musica e la sua miscela di elementi comuni a diversi generi, ma hanno criticato la sua grafica e l'alto livello di difficoltà. È stato incluso in diversi elenchi dei migliori giochi compilati da IGN e Nintendo Power.
Il gioco venne pubblicato nuovamente per due volte: il 10 agosto 2004 per il Game Boy Advance come parte della serie NES Classic solamente in Giappone, sulla Virtual Console di Wii nel 2007 e sulla Virtual Console di Wii U nel 2013. Un remake 3D Classics del gioco è stato reso disponibile in Giappone nel 2011 e in Nord America, Europa e Australia nel 2012. Nel 2016, Kid Icarus è stato incluso nelle versioni per il Nord America e per le regioni PAL della NES Classic Edition. È stato pubblicato anche su Nintendo Switch Online nel 2019.
Fu il primo gioco nella serie di Kid Icarus, seguito da Kid Icarus: Of Myths and Monsters (1992) e successivamente da Kid Icarus: Uprising (2012).

## Trama

Medusa, esiliata nel Sottosuolo, spiega ai demoni come assaltare e conquistare Angel Land. L'immagine proviene dal manuale del gioco.

Il gioco è ambientato ad Angel Land, un mondo fantastico basato sulla mitologia greca.
Prima degli eventi del gioco, la Terra era governata da Palutena, dea benevola che aveva donato la luce agli uomini, e Medusa, la dea dell'Oscurità. Medusa, odiando gli umani, distrugge i loro raccolti e pietrifica tutti gli abitanti del pianeta. Infuriata, Palutena trasforma Medusa in un mostro e la bandisce negli Inferi. Meditando vendetta, Medusa cospira con i mostri degli Inferi, impossessandosi della residenza della dea, il Palazzo nel Cielo. e sottraendole i tre tesori sacri (lo Scudo a Specchio, le Frecce di Luce e le Ali di Pegaso) privando l'esercito di Palutena di ogni potere. Dopo che i suoi soldati vengono trasformati in pietra da Medusa, Palutena viene sconfitta in battaglia e imprigionata nelle profondità del Palazzo nel Cielo.
Con gli ultimi barlumi di forza, la dea riesce però a inviare un arco e una freccia al giovane angelo Pit, che riesce a fuggire dalla sua prigione negli Inferi e decide di salvare Palutena. Nel corso della storia, Pit recupera i tre tesori sacri dai guardiani della fortezza nelle rispettive fortezze negli Inferi, nell'Overworld e nello Skyworld. In seguito prende d'assalto il tempio del cielo dove sconfigge Medusa e salva Palutena. Il gioco ha cinque finali differenti; a seconda delle prestazioni del giocatore, Palutena può presentare a Pit un copricapo o trasformarlo in un angelo adulto. Nella versione giapponese, il miglior finale della versione inglese non esiste, ed è invece presente un altro cattivo finale.

## Modalità di gioco
Kid Icarus è un videogioco a piattaforme con elementi d'azione e di ruolo. Il giocatore controlla il protagonista Pit attraverso livelli bidimensionali, che contengono mostri, ostacoli e oggetti. L'arma principale di Pit, disponibile fin dall'inizio del gioco, è un arco con una scorta illimitata di frecce; è però possibile ottenere tre oggetti in grado di potenziare permanentemente il personaggio, a condizione che i punti vita siano sufficientemente alti. Il gioco tiene traccia del punteggio del giocatore e aumenta la barra della salute di Pit alla fine di un livello se sono stati raccolti abbastanza punti. I livelli sono disseminati di stanze, che permettono di ottenere strumenti, potenziamenti, recuperare punti vita.

## Sviluppo

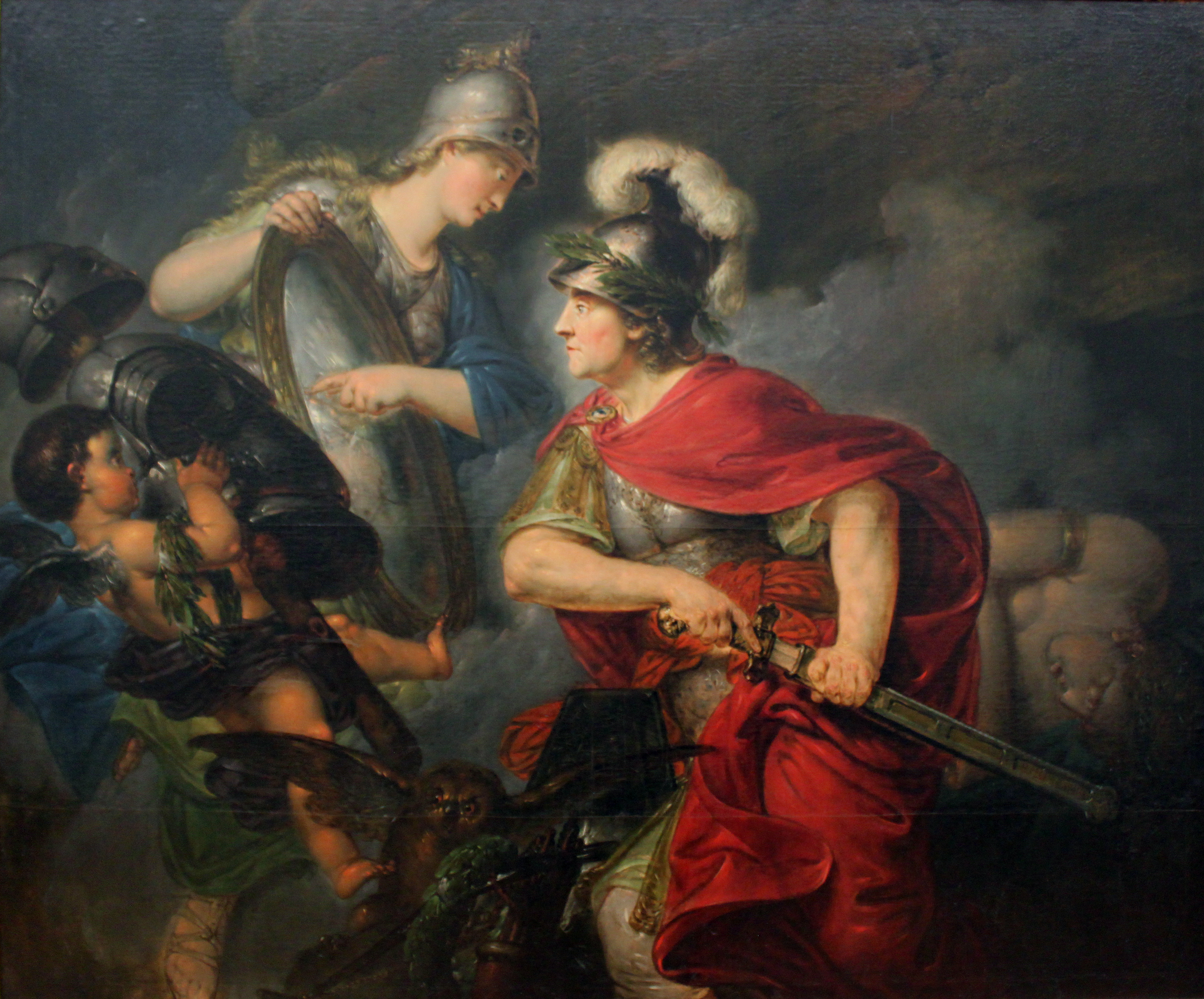
La trama di Kid Icarus è ispirata al mito ellenico della lotta di Perseo e Atena contro Medusa.

Il gioco è stato progettato presso la divisione Nintendo Research & Development 1, mentre la programmazione è stata curata dalla società esterna Intelligent Systems. È stato sviluppato per il Family Computer Disk System (FDS) in quanto il supporto "Disk Card" (floppy disk) della periferica consentiva una capacità di archiviazione tre volte superiore alle cartucce del Family Computer. Combinato con la possibilità di memorizzare i progressi dei giocatori, il formato Disk Card permise agli sviluppatori di creare un gioco più lungo con un mondo di gioco più ampio. Kid Icarus segnò il debutto di Toru Osawa (indicato come Inusawa) come designer di videogiochi, che fu inoltre l'unico membro dello staff a lavorare sul gioco all'inizio del progetto. Inizialmente intendeva realizzare un gioco d'azione con elementi da gioco di ruolo e ha scrisse una storia radicata nella mitologia greca, alla quale era sempre stato affezionato. Realizzò inoltre la pixel art e scrisse le specifiche tecniche, che divennero la base per il prototipo giocabile programmato da Intelligent Systems. Dopo che Metroid fu terminato, più membri dello staff furono assegnati allo sviluppo di Kid Icarus.
Il gioco venne diretto da Satoru Okada e prodotto dal direttore generale della divisione R&D1, Gunpei Yokoi. Hirokazu Tanaka compose invece le musiche. Yoshio Sakamoto (indicato come Shikao.S) si unì allo sviluppo non appena era tornato dalle vacanze dopo il completamento di Metroid, semplificando il processo di sviluppo e prendendo molte decisioni che influenzarono il design del gioco di Kid Icarus. Nel gioco vennero inoltre inclusi volutamente diversi elementi fuori posto, come ad esempio le carte di credito, un mago che trasforma Pit in una melanzana e un grande naso mobile che avrebbe dovuto assomigliare al compositore Tanaka. Sakamoto in seguito attribuì queste scelte umoristiche all'ex personale della divisione R&D1. Osawa affermò poi che inizialmente aveva cercato di rendere Kid Icarus completamente serio, ma che optò per un approccio più divertente dopo le obiezioni del team.
Per rispettare la data di uscita prevista del gioco del 19 dicembre 1986, i membri dello staff fecero numerosi straordinari, spesso rimanendo in ufficio la notte, malgrado quest'ultimo non fosse riscaldato. Alla fine, Kid Icarus fu terminato ed è entrato in produzione solo tre giorni prima della data di uscita. Diverse idee per fasi aggiuntive dovettero essere abbandonate a causa di questi conflitti di programmazione. Nel febbraio e luglio 1987 fu pubblicata una versione basata su cartucce per il NES rispettivamente in Europa e Nord America con il nome di Kid Icarus. Per questa versione, la grafica della conclusione venne aggiornata e al gioco furono aggiunti i titoli di coda. A differenza della versione giapponese, che salva i progressi del giocatore sulla Disk Card, la versione inglese utilizza un sistema di password per tornare a un gioco dopo che la console è stata spenta, una caratteristica quasi senza precedenti.
Nell'agosto 2004, Kid Icarus venne ripubblicato come parte del Famicom Mini Disk System Selection per Game Boy Advance. Il gioco fu poi reso disponibile sulla Virtual Console di Wii il 23 gennaio 2007 in Giappone, il 12 febbraio 2007 in Nord America e il 23 febbraio 2007 in Europa e Australia, e per Wii U il 14 agosto 2013 in Giappone, l'11 luglio 2013 in Europa e Australia e il 25 luglio 2013 in Nord America. Le password valide nella versione NES non erano più valide nella versione Virtual Console. Nel 2016, Kid Icarus venne incluso nelle versioni nordamericane e PAL della NES Classic Edition.

### 3D Classics
Un remake in 3D Classics di Kid Icarus è stato pubblicato per la console portatile Nintendo 3DS. Il remake presenta 3D stereoscopico insieme a una grafica aggiornata inclusi gli sfondi, che l'originale mancava. Utilizza anche lo stesso sistema di salvataggio della versione Family Computer Disk System, a differenza del sistema di password della versione NES. La versione 3D Classics utilizza anche la musica e gli effetti sonori del Family Computer Disk System (utilizzando il canale audio extra non disponibile nella versione NES).
Il gioco è diventato disponibile per l'acquisto sul Nintendo eShop il 18 gennaio 2012 in Giappone, il 2 febbraio 2012 in Europa, il 12 aprile 2012 in Australia e il 19 aprile 2012 in Nord America. Il gioco era disponibile in anticipo tramite codice download per gli utenti che avevano registrato due giochi 3DS con Nintendo in Giappone, Europa e Australia: in Giappone, era disponibile per gli utenti che hanno registrato due titoli per Nintendo 3DS su Club Nintendo tra il 1º ottobre 2011 e il 15 gennaio 2012 con il gioco disponibile per il download a partire dal 19 dicembre 2011; in Europa, era disponibile per gli utenti che hanno registrato due qualsiasi di una selezione di titoli per Nintendo 3DS sul Club Nintendo tra il 1º novembre 2011 e il 31 gennaio 2012: il primo lotto di e-mail con codici inviati il 5 gennaio 2012; in Australia, era disponibile per gli utenti che hanno registrato due qualsiasi di una selezione di titoli per Nintendo 3DS sul Club Nintendo tra il 1º novembre 2011 e il 31 marzo 2012. In Nord America, i codici di download per la versione 3D Classics sono stati forniti ai clienti che hanno prenotato Kid Icarus: Uprising presso rivenditori selezionati quando hanno acquistato il gioco stesso, che è stato pubblicato il 23 marzo 2012, consentendo loro di ottenere il gioco prima che fosse disponibile per l'acquisto.

## Accoglienza
| Testata                       | Giudizio |
| ----------------------------- | -------- |
| 1UP.com                       | 87%      |
| Eurogamer.de                  | 7/10     |
| GameSpot                      | 5,1/10   |
| HonestGamers                  | 2/5      |
| IGN                           | 7,0/10   |
| Nintendo la Rivista Ufficiale | 68%      |
| Nintendo Life                 | 8/10     |
| Pocket Gamer                  | 4/5      |

Il gioco, nel corso degli anni, ha ricevuto recensioni contrastanti da parte della critica. Nell'ottobre 1992, un giornalista di Nintendo Magazine System affermò che Kid Icarus era "abbastanza divertente", ma non si "confrontava troppo bene" con altri giochi di piattaforma, in parte a causa della sua grafica. Stuart Hunt della rivista Retro Gamer ha definito Kid Icarus un "eroe non celebrato del NES". Ha descritto la musica di Hirokazu Tanaka "sublime" e i personaggi nemici "disegnati in modo brillante". Sebbene considerasse un successo la combinazione di elementi di gioco di generi diversi, ha affermato che Kid Icarus soffriva di difetti di progettazione "frustranti", come il suo alto livello di difficoltà. Jeremy Parish di 1UP.com ha espresso il suo disaccordo con lo status del gioco come un "capolavoro ingiustamente dimenticato" tra i suoi numerosi seguaci di Internet. Ha trovato Kid Icarus "deludente", "buggato" e "piuttosto fastidioso", e ha notato che mostrava "musica acuta, [...] controlli scadenti e alcune strane decisioni di progettazione". Nonostante la sua disapprovazione per questi elementi, Parish affermò che il gioco non era "terribile, o addirittura brutto - solo un po' carente". Ha consigliato infatti ai giocatori di acquistare la versione Virtual Console, se non altro perché permetteva loro di sperimentare Kid Icarus "con una nuova prospettiva".
Frank Provo di GameSpot, recensendo la versione del gioco per Virtual Console, ha notato che il gameplay di Kid Icarus non era "il progetto più originale per un videogioco", ma che era risultato "abbastanza fresco nel 1987". Ha considerato infatti il livello di difficoltà "eccessivo" e riteneva che alcune aree fossero progettate "esclusivamente per frustrare i giocatori". Ha inoltre osservato che la presentazione del gioco non era "invecchiata con grazia". Nonostante i suoi commenti favorevoli sull'ambientazione greca, ha criticato la grafica per i suoi sprite piccoli, bicolori e appena animati, gli sfondi neri e l'assenza di più livelli di scorrimento. Benché la musica fosse "ben composta", ha criticato gli effetti sonori, cos' come l'emulazione del gioco su Virtual Console. Lucas M. Thomas di IGN ha definito "strano" il design del gioco era "strano": ha ritenuto infatti che fosse invecchiato peggio di molti altri giochi Nintendo originali dell'era NES, descrivendo Kid Icarus come "uno di quei giochi che avevano molto più senso negli anni ottanta, assieme a un foglio pieno di trucchi e consigli". Ha notevolmente apprezzato il comparto musicale, considerandolo "eroico e memorabile". Nella sua recensione per Virtual Console, Thomas ha disapprovato la decisione di Nintendo di rimuovere i cheat code per NES, definendo tale scelta "priva di senso", dichiarando che "[Nintendo avesse] deliberatamente modificato il suo prodotto, danneggiandone il valore nostalgico".
Kid Icarus è stato incluso nella lista IGN dei 100 migliori giochi NES e dei 100 migliori giochi di tutti i tempi, arrivando rispettivamente al 20° e all'84º posto. Si è inoltre piazzato al 34º posto nella classifica dei "100 migliori giochi di tutti i tempi" del 1997 di Electronic Gaming Monthly, secondo cui "è stato uno dei primi grandi giochi per NES a dimostrare che il sistema andava ben oltre l'esperienza in stile arcade a schermo singolo". Nel 2001 Game Informer lo ha classificato come l'83° miglior gioco mai realizzato. Il gioco è stato inoltre inserito nella "Hall of Fame" di GameSpy, ed è stato posto al 54º posto tra i 200 migliori giochi Nintendo di Nintendo Power. Quest'ultima testata lo ha anche classificato come il 20° miglior videogioco per NES, elogiandolo per i suoi "livelli a scorrimento verticale unici, platform divertenti e melodie contagiose a 8 bit", nonostante la sua "spietata difficoltà".
Kid Icarus aveva distribuito 1,76 milioni di copie in tutto il mondo alla fine del 2003, ottenendo un notevole seguito.

## Sequel
Kid Icarus ha avuto 2 seguiti: Kid Icarus: Of Myths and Monsters, prodotto nel 1992 per il Game Boy e nel 2012 per la Virtual Console, e Kid Icarus: Uprising, annunciato nel giugno 2010 per la console portatile Nintendo 3DS, ambientato 25 anni dopo l'episodio per il NES ed uscito nei negozi il 23 marzo 2012. Nel primo, Palutena richiama Pit per fronteggiare un demone di nome Orcos che sta per attaccare il regno di Angel Land. Nel secondo si narra la storia di Medusa che cerca di riprendersi il potere perso nel vecchio episodio. Pit e la dea Palutena riescono a fermarla, nonostante ciò dietro a Medusa c'è Ade che vuole prendere tutti i mortali per sé. Oltre ad Ade Pit e la dea Palutena saranno costretti ad affrontare nemici potentissimi, come la dea Viridi (dea della natura) che ha in odio gli umani e li vuole eliminare, gli invasori alieni chiamati Aurum, il pericoloso demone Caotide e l'ambizioso Pyrrhon.

### Sequel
Un sequel per Game Boy di Kid Icarus, intitolatoKid Icarus: Of Myths and Monsters, sviluppato da Nintendo in collaborazione con la società indipendente TOSE, è stato pubblicato in Nord America nel novembre 1991 e in Europa il 21 maggio 1992.  Il gioco adotta in gran parte le meccaniche di gioco del suo predecessore.
Nel 2008, si vociferava di un gioco tridimensionale di Kid Icarus per Wii, in sviluppo presso lo studio tedesco-americano Factor 5. Tuttavia, si diceva che il titolo fosse in produzione senza l'approvazione di Nintendo, e Factor 5 cancellò più volte progetti in seguito alla chiusura della sua filiale americana all'inizio del 2009. In un'intervista del 2010, Yoshio Sakamoto, interrogato riguardo a un possibile titolo di Kid Icarus per Wii, rispose che non era a conoscenza di alcun piano per rilanciare il franchise. All'E3 2010. venne rivelato però Kid Icarus: Uprising per Nintendo 3DS, titolo che vide la luce nel 2012.  Il gioco è uno sparatutto in 3D ed è stato sviluppato da Project Sora, la società del designer di Super Smash Bros. Masahiro Sakurai.

### Altre apparizioni
Pit è un personaggio ricorrente nella serie televisiva animata americana Un videogioco per Kevin - Captain N, anche se erroneamente chiamato "Kid Icarus", e ha fatto alcune brevi apparizioni in alcuni giochi Nintendo come Tetris, F-1 Race e Super Smash Bros. Melee.  È diventato un personaggio giocabile nel gioco di combattimento Super Smash Bros. Brawl, per il quale il suo aspetto è stato completamente ridisegnato.
Nel maggio 2011, lo studio di sviluppo indipendente Flip Industries ha reso disponibile Super Kid Icarus, un gioco non ufficiale per i fan. Super Kid Icarus è noto per avere un aspetto in stile SNES e includere trucchi per ridurre la difficoltà.
In Super Mario Bros. - Il film Mario gioca a Kid Icarus nella sua stanza subito dopo una discussione avuta con la sua famiglia.

### Esplicative
1. ↑  Promozione
2. ↑  Acquisto

### Riferimenti
1. ↑   Making of a Myth: The Grueling Development of the Original Kid Icarus - Feature, su Nintendo World Report. URL consultato il 20 aprile 2021.
2. 1 2  (EN) IGN: Kid Icarus [Virtual Console] Review, su web.archive.org, 25 febbraio 2009. URL consultato il 23 luglio 2021 (archiviato dall'url originale il 25 febbraio 2009).
3. ↑   Kid Icarus, su Nintendo of Europe GmbH. URL consultato il 3 marzo 2021 (archiviato il 3 marzo 2021).
4. 1 2  (EN) ESRB - Kid Icarus, su ESRB Ratings. URL consultato il 3 marzo 2021.
5. ↑   Kid Icarus for Wii U - Nintendo Game Details, su web.archive.org, 14 dicembre 2020. URL consultato il 3 marzo 2021 (archiviato dall'url originale il 14 dicembre 2020).
6. 1 2 3  (EN) 3D Classics Kid Icarus Review - Review, su Nintendo World Report. URL consultato il 22 aprile 2021.
7. ↑   光神話 パルテナの鏡 | Wii U | 任天堂, su 任天堂ホームページ. URL consultato il 3 marzo 2021 (archiviato il 15 dicembre 2020).
8. ↑  (EN) OLF (AU) - Kid Icarus, su classification.gov.au.
9. ↑   PEGI - Kid Icarus, su pegi.info. URL consultato il 3 marzo 2021 (archiviato il 3 marzo 2021).
10. ↑  (DE) USK - Kid Icarus (Wii), su Unterhaltungssoftware Selbstkontrolle. URL consultato il 9 febbraio 2021.
11. 1 2 3 4 5  (JA) やればやるほどディスクシステムインタビュー(前編), in Nintendo Dream, n. 118, Mainichi Communications Inc., 6 agosto 2004,  pp. 96-103.
12. ↑  (EN) Kid Icarus Release, in GameSpot, CBS Interactive Inc. URL consultato il 3 luglio 2011 (archiviato il 31 luglio 2012).
13. ↑  (JA) VC 光神話 パルテナの鏡 – ゲームの進めかた, su nintendo.co.jp, Nintendo Co., Ltd, 23 gennaio 2007. URL consultato il 23 giugno 2011 (archiviato l'8 novembre 2010).
14. ↑   How to Start Playing Kid Icarus, in Kid Icarus Instruction Booklet, Nintendo, luglio 1987,  pp. 9-10.
15. 1 2  (EN) 100 Best Games of All Time, in Electronic Gaming Monthly, n. 100, Ziff Davis, novembre 1997,  p. 136.
16. 1 2  (EN) Thomas, Lucas M., Kid Icarus VC Review, in IGN, IGN Entertainment, 6 marzo 2007. URL consultato il 26 giugno 2011 (archiviato il 25 febbraio 2009).
17. ↑  (EN) Anoop Gantayat, Mario 3DS Systems: Closer Look, su Andriasang.com, 21 ottobre 2011. URL consultato il 3 marzo 2021 (archiviato dall'url originale il 10 febbraio 2015).
18. ↑   3D Classics: Kid Icarus will be free in UK, in Official Nintendo Magazine, 5 dicembre 2011 (archiviato dall'url originale il 3 novembre 2014).
19. ↑  (EN) 3D Classics: Kid Icarus Free Download Codes Are Being Sent Out From Nintendo, su My Nintendo News, 5 gennaio 2012. URL consultato il 3 marzo 2021 (archiviato dall'url originale il 1º ottobre 2014).
20. ↑  (EN) Hang-Veng Ly, Club Nintendo Australia Offers 3D Classic: Kid Icarus For Free… with Purchase, su Esperino.com, 20 gennaio 2012. URL consultato il 3 marzo 2021 (archiviato dall'url originale il 25 gennaio 2012).
21. ↑  (EN) JC Fletcher, 3D Classics Kid Icarus is a pre-order bonus for Uprising, su Joystiq.com, 19 gennaio 2012. URL consultato il 3 marzo 2021 (archiviato dall'url originale il 28 gennaio 2015).
22. ↑  (EN) James Newton, Kid Icarus: Uprising Out in North America on 23rd March, su Nintendo Life, 14 dicembre 2011. URL consultato il 3 marzo 2021 (archiviato il 26 settembre 2017).
23. ↑  (EN) 1UP ! Kid Icarus (NES), su 1up-games.com. URL consultato il 7 marzo 2021.
24. ↑  (DE) Thomas Nickel/Björn Balg, Download-Roundup: Amy, Choplifter, Kid Icarus 3D, All Zombies Must Die!, su Eurogamer.de, 20 gennaio 2012. URL consultato il 20 aprile 2021.
25. 1 2  (EN) Provo, Frank, Kid Icarus Wii Review, in GameSpot, CBS Interactive Inc, 16 febbraio 2007. URL consultato il 7 aprile 2010 (archiviato il 24 febbraio 2009).
26. ↑  (EN) Kid Icarus (NES) review, su honestgamers.com. URL consultato il 7 marzo 2021.
27. 1 2 3  (EN) Lucas M. Thomas, Kid Icarus Review, in IGN, IGN Entertainment, 6 marzo 2007. URL consultato il 26 giugno 2011 (archiviato dall'url originale il 3 luglio 2011).
28. 1 2  (EN) 8-Bit NES Game Index, in Nintendo Magazine System, n. 1, EMAP Images Limited, ottobre 1992,  p. 106.
29. ↑  (EN) Nintendo Life, Review: 3D Classics: Kid Icarus (3DSWare), su Nintendo Life, 9 gennaio 2012. URL consultato il 7 marzo 2021.
30. ↑  (EN) 3D Classics: Kid Icarus, su pocketgamer.com. URL consultato il 7 marzo 2021.
31. ↑  (EN) Stuart Hunt, Retro Revival – Kid Icarus: Almost the Pits, in Retro Gamer, n. 51, Imagine Publishing Ltd., 22 maggio 2008,  pp. 88-90.
32. ↑  (EN) Parish, Jeremy, Retro Roundup 2/15: Kirby, Kid Icarus and Paperboy, in 1UP.com, UGO Entertainment, Inc, 15 febbraio 2007. URL consultato il 6 luglio 2011 (archiviato dall'url originale il 13 luglio 2012).
33. ↑   Buchanan, Levi, Top 100 NES Games – 20. Kid Icarus, in IGN, IGN Entertainment, ottobre 2009. URL consultato il 14 febbraio 2010 (archiviato il 3 luglio 2011).
34. ↑  (EN) IGN's Top 100 Games of All Time: 81–90, in IGN, IGN Entertainment, maggio 2003. URL consultato il 24 maggio 2006 (archiviato dall'url originale il 20 gennaio 2009).
35. ↑  (EN) Jeff Cork, Game Informer's Top 100 Games Of All Time (Circa Issue 100), in Game Informer, 16 novembre 2009. URL consultato il 2 dicembre 2013 (archiviato l'8 aprile 2010).
36. ↑   Cassidy, William, Hall of Fame: Kid Icarus, in GameSpy, IGN Entertainment, Inc, 14 settembre 2003. URL consultato il 24 maggio 2006 (archiviato dall'url originale il 6 maggio 2009).
37. ↑   NP Top 200, in Nintendo Power, n. 200, Nintendo, febbraio 2006,  pp. 58-66.
38. ↑   Top 20 Games For Each Nintendo System, in Nintendo Power, n. 231, Future Publishing Limited, agosto 2008,  p. 71.
39. ↑  (EN) Kid Icarus, in 2004 CESA Games White Paper, Computer Entertainment Supplier's Association, 31 dicembre 2003,  pp. 58-63.
40. ↑  (EN) Iwata Asks: Kid Icarus: Uprising, in Nintendo E3 Network, Nintendo of America, Inc., 15 giugno 2010. URL consultato il 16 giugno 2010 (archiviato dall'url originale il 7 marzo 2011).
41. ↑  (JA) Interview Series 2 – 戦場よりIを込めて, in Creators Station, Fellows. URL consultato il 25 giugno 2011 (archiviato dall'url originale il 19 settembre 2011).
42. ↑  (EN) Classic System Games: Complete List (PDF), su nintendo.com, Nintendo. URL consultato il 5 luglio 2011 (archiviato dall'url originale il 21 dicembre 2010).
43. ↑  (FI) Game Boy Pelilista, su nintendo.fi, Nintendo of Europe; Amo Oy (archiviato dall'url originale il 24 ottobre 2007).
44. 1 2   Casamassina, Matt, Reboot: Kid Icarus Wii, in IGN, IGN Entertainment, 3 dicembre 2008. URL consultato il 5 luglio 2011 (archiviato dall'url originale il 22 maggio 2009).
45. ↑   Geddes, Ryan, Life Support: Games in Danger, in IGN, IGN Entertainment, 30 marzo 2011. URL consultato il 5 luglio 2011 (archiviato dall'url originale l'8 agosto 2011).
46. ↑   Casamassina, Matt, Factor 5 Shuts Down, in IGN, IGN Entertainment, 14 maggio 2009. URL consultato il 5 luglio 2011 (archiviato dall'url originale il 17 maggio 2009).
47. ↑   History, su factor5.de, Factor 5 GmbH. URL consultato il 5 luglio 2011 (archiviato il 19 luglio 2011).
48. ↑   Crecente, Brian, Nintendo Would "Happily" Make Kid Icarus Wii, in Kotaku, Gawker Media, 11 marzo 2010. URL consultato il 6 luglio 2011 (archiviato il 15 agosto 2011).
49. ↑   Gantayat, Anoop, Project Sora Brings Kid Icarus to 3DS, su andriasang.com, Andriasang, 16 giugno 2010. URL consultato il 6 luglio 2011 (archiviato dall'url originale l'8 gennaio 2011).
50. ↑   Gifford, Kevin, More on The Making of Kid Icarus: Uprising, in 1UP.com, UGO Entertainment, Inc, 14 luglio 2010. URL consultato il 6 luglio 2011 (archiviato dall'url originale l'11 febbraio 2012).
51. ↑   Thomas, Lucas M., You Don't Know Kid Icarus, in IGN, IGN Entertainment, 26 gennaio 2011. URL consultato il 5 luglio 2011 (archiviato dall'url originale il 5 luglio 2011).
52. ↑   Reiley, Sean Patrick, Memorial to Captain N: Kid Icarus, in Electronic Gaming Monthly, n. 229, Ziff Davis Media Inc., giugno 2008,  p. 91.
53. ↑   Casamassina, Matt, Smash Bros. Profile: Pit, in IGN, IGN Entertainment, 18 maggio 2006. URL consultato il 5 luglio 2011 (archiviato dall'url originale il 10 aprile 2009).
54. ↑  (EN) Tom Goulter, Fan-made Super Kid Icarus imagines Pit on SNES, in GamesRadar, 23 giugno 2012. URL consultato il 3 dicembre 2012 (archiviato dall'url originale il 19 ottobre 2013).